# Буонталенти, Бернардо
Бернардо Буонталенти (итал. Bernardo Buontalenti, известен также по прозваниям Тиманте (Timante) и Бернардо делле Джирандоле (Bernardo delle Girandole — «Бернардо-вертушка»); 15 декабря 1531, Флоренция — 6 июня 1608, Флоренция) — итальянский художник периода флорентийского маньеризма: живописец, скульптор, театральный декоратор и сценограф, а также военный инженер-фортификатор, гидротехник, изобретатель. Наряду с Джордо Вазари и Джузеппе Поджи считается одним из трёх архитекторов, оказавших наибольшее влияние на современный архитектурный облик Флоренции.

## Биография

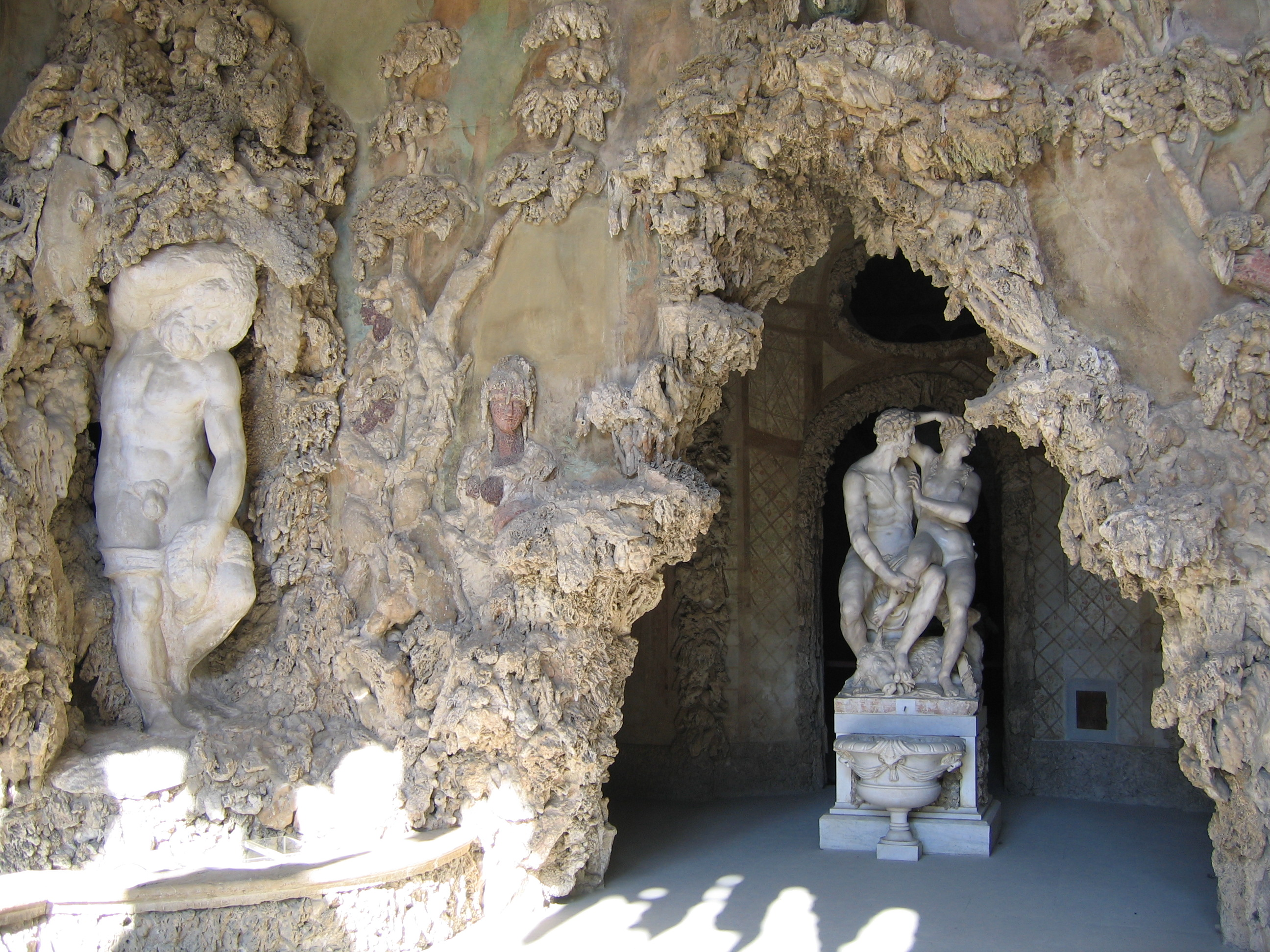
Сады Боболи. Грот Буонталенти. Первый зал

Лишившись родителей, погибших при наводнении в 1547 году, Бернардо был взят под покровительство великого герцога тосканского Козимо I и получил благодаря этому основательное военное, техническое и художественное образование. С раннего детства Бернардо проявлял особую страсть к созданию «забавных устройств»: от мобильной «хижины», построенной для развлечения принца Франческо, до бумажного «фонаря» с подвижными фигурками, за что и получил прозвание «Вертушка».
В 1556 году Бернардо Буонталенти состоял на службе военным инженером у герцога Альбы в Остии и в Чивителла-дель-Тронто. Вполне вероятно, что в этот же период он посетил Рим. С 1557 года Буонталенти работал во Флоренции, а в 1563 году отправился в Испанию вслед за Франческо Медичи. Возможно, уже в конце того же года, но не позднее 1564 года, он вернулся во Флоренцию, и, вероятно, более не пересекал границы Тосканы, участвуя во многих работах, которые должны были выполняться в великом герцогстве (существует альтернативная версия о его римском путешествии около 1590 года). В 1568 году он был избран «инженером рек и канав», и эту должность он занимал до своей смерти в 1608 году.

## Творчество

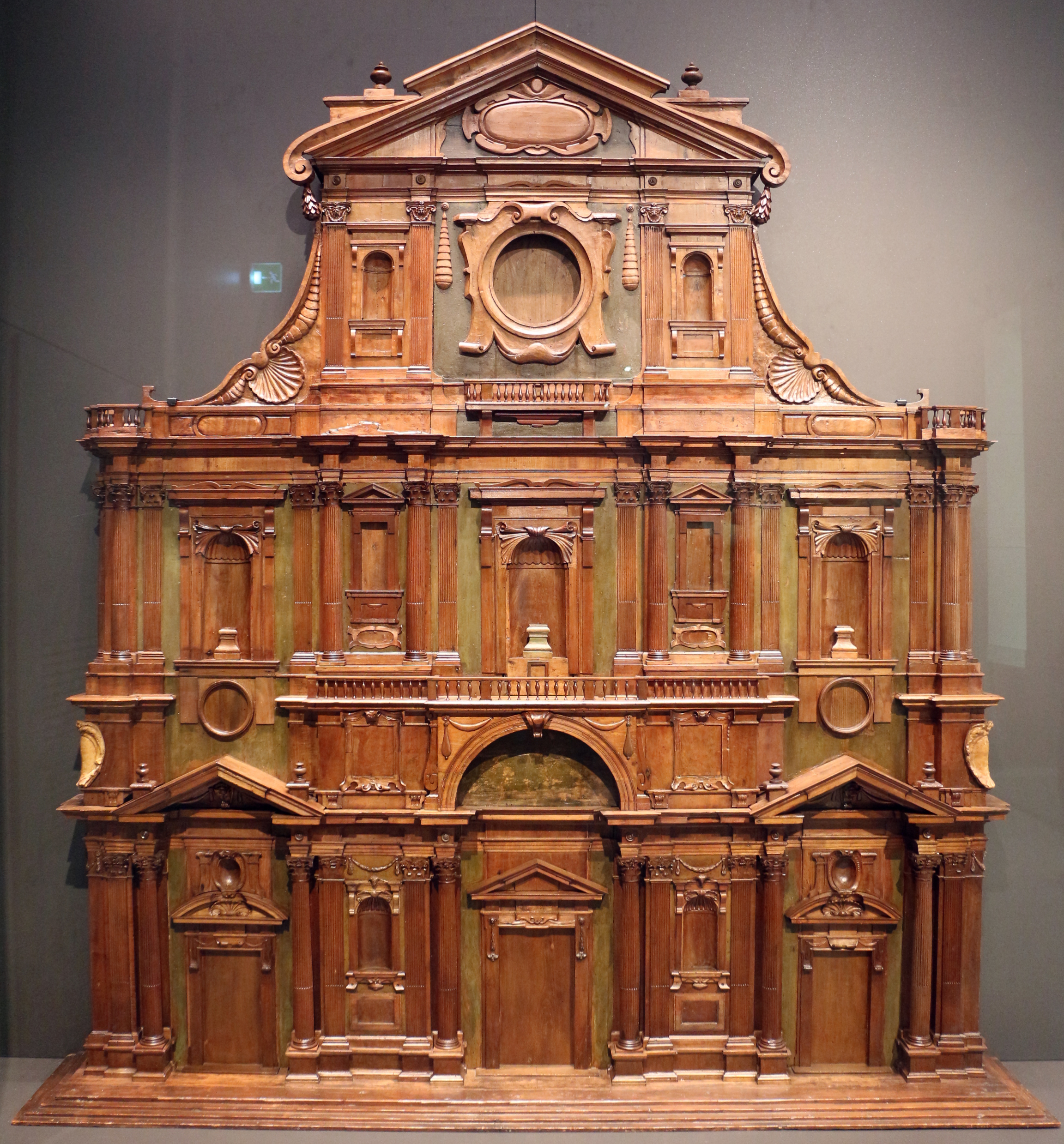
Модель нового фасада собора Санта-Мария-дель-Фьоре. 1587—1589. Флоренция, Музей произведений искусства Собора

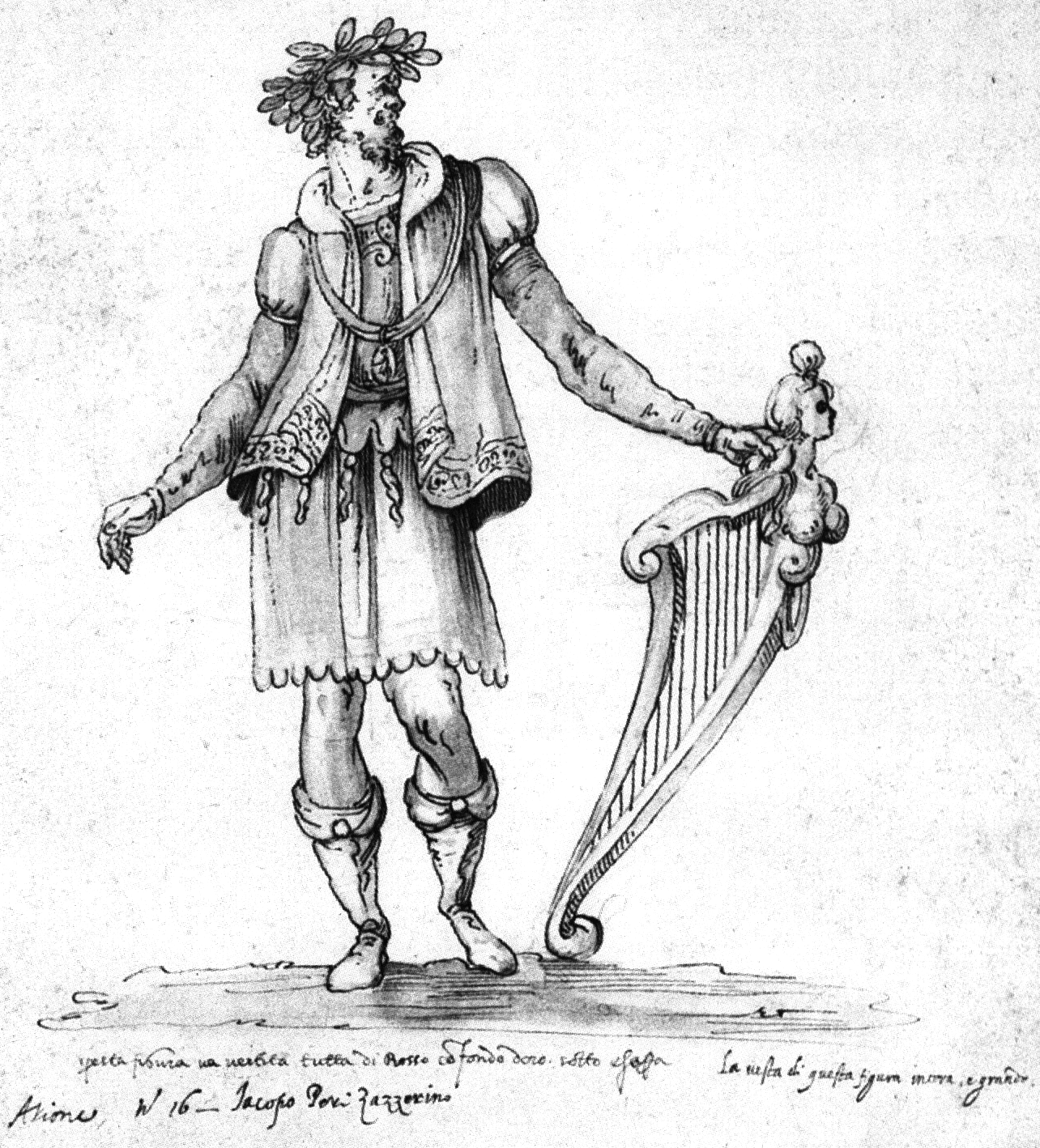
Эскиз костюма Ариона для театральной интерлюдии «Ла Пеллегрина». 1589

Во Флоренции Буонталенти работал в качестве скульптора и живописца по заказам многих церквей. Он создал фреску «Христос на пути в Эммаус» в монастыре Сан-Миниато-аль-Монте (1547). Он также писал миниатюры, рисовал орнаменты и проекты ювелирных изделий. Напряженной была деятельность Бернардо в качестве сценографа и создателя декораций для придворных спектаклей и церемониальных шествий. Буонталенти сотрудничал с Дж. Вазари в 1565 году и с Б. Ланчи в 1569 году. Подготавливал декорации для торжеств в Палаццо Питти в 1579 году по случаю свадьбы Франческо I с Бьянкой Каппелло, а в 1600 году осуществил постановку мелодрамы в связи с бракосочетанием Марии Медичи и Генриха IV, короля Франции. Но самыми известными зрелищными представлениями, подготовленными Буонталенти, были торжества 1586 и 1589 годов в связи с бракосочетаниями Вирджинии Медичи и Чезаре д’Эсте и Фердинандо I с Кристиной Лотарингской. Для этих торжеств Буонталенти создал декорации и костюмы спектаклей и «интерлюдий», сохранившиеся в рисунках и офортах.
Плодотворна была деятельность Буонталенти в качестве гражданского архитектора: при строительстве виллы Пратолино (1569—1580), дворца великого герцога в Пизе, фасада церкви Святой Троицы во Флоренции, перестройки вилл Мариньоля (1575), Черрето Гуиди (1575), Поджо Франколи (1578—1583), Амброджана (1587), Артимино (1594), а также вилл Кастелло (1575) и Петрайя (1589). В 1574 году Бернардо Буонталенти завершил реконструкцию здания Уффици. Вместе с Альфонсо Париджи Старшим, он превратил верхний этаж Уффици в галерею. В 1575—1576 годах он писал фрески для Оспедале Санта-Мария-Нуова во Флоренции.
В декоре зданий Буонталенти использовал типичные для архитектуры маньеризма мотивы «сельского стиля» и «рустики». Эти стилевые особенности наглядно проявились в его работе в садах Боболи при Палаццо Питти во Флоренции.
Буонталенти создавал скульптуры для садов Боболи и, вместе с Дж. Вазари, — проект ближайшего к дворцу «Большого грота», получившего название «грот Буонталенти» (La Grotta Grande, o del Buontalenti; 1583—1593). Грот представляет собой одно из самых необычных сооружений садов Боболи — воплощение причуд и капризов флорентийского маньеризма. Возможно, к замыслу сооружения был причастен Франческо I Медичи. Сооружение типа эдикулы стилизовано под естественную пещеру с нависающими сталактитами из гипса, рельефами из терракоты: «камнями» и «раковинами». Внутри можно увидеть множество скульптур, статую Венеры с Сатиром работы Джамболоньи, а также гипсовые копии знаменитых «рабов» Микеланджело Буонарроти (статуй к неосуществлённой гробнице папы Юлия II).
Буонталенти был искусным инженером-фортификатором и строителем оборонительных сооружений: укреплений Марради и Кастрокаро (1556), Портоферрайо (1560), Терра-дель-Соле и Порто Эрколе (1565), Сан-Пьеро-а-Сито (1571), бастиона, воздвигнутого в Пистойе (1571). Он разрабатывал проекты нового города Ливорно (1576 и 1587—1589). Буонталенти проектировал и строил мосты, гидро-технические сооружения во Флоренции и Неаполе. Он усовершенствовал конструкцию артиллерийских орудий, названных «Scacciadiavoli» («дьявольские шахматы») и разработал новый тип зажигательных гранат.
Буонталенти написал «Книгу укреплений» (Scritto un libro di fortificazioni), рукопись, однако, не сохранилась. Одновременно с деятельностью придворного художника, инженера и архитектора Буонталенти проводил научные эксперименты: искал секрет восточного фарфора, способ плавления горного хрусталя и многое другое. Во Флоренции Буонталенти основал школу, из которой вышли многие известные художники и инженеры.
Несмотря на востребованность его разнообразных талантов, непомерные расходы привели Буонталенти к финансовому краху, но ему снова помог Козимо I Медичи. Дому Медичи Бернардо Буонталенти оставался верен до самой кончины 6 июня 1608 года. Похоронен в семейной гробнице в церкви Сан-Николо д’Ольтрарно.
Графическое наследие Буонталенти хранится в Кабинете рисунков и эстампов Уффици, в коллекции герцога Девонширского, в Музее Виктории и Альберта в Лондоне, в Кабинете рисунков Лувра, в Национальном кабинете эстампов в Риме (Gabinetto nazionale delle stampe di Roma), в Государственном архиве Флоренции, в Национальной библиотеке Маручеллиана во Флоренции (Biblioteche Marucelliana e Nazionale di Firenze), в коллекции Шольца в Нью-Йорке. Бернардо Буонталенти был крупнейшим архитектором второй половины XVI века во Флоренции, «которому удалось, не упуская конструктивной строгости, возродить искусство с помощью остроумных и блестящих декоративных новшеств».

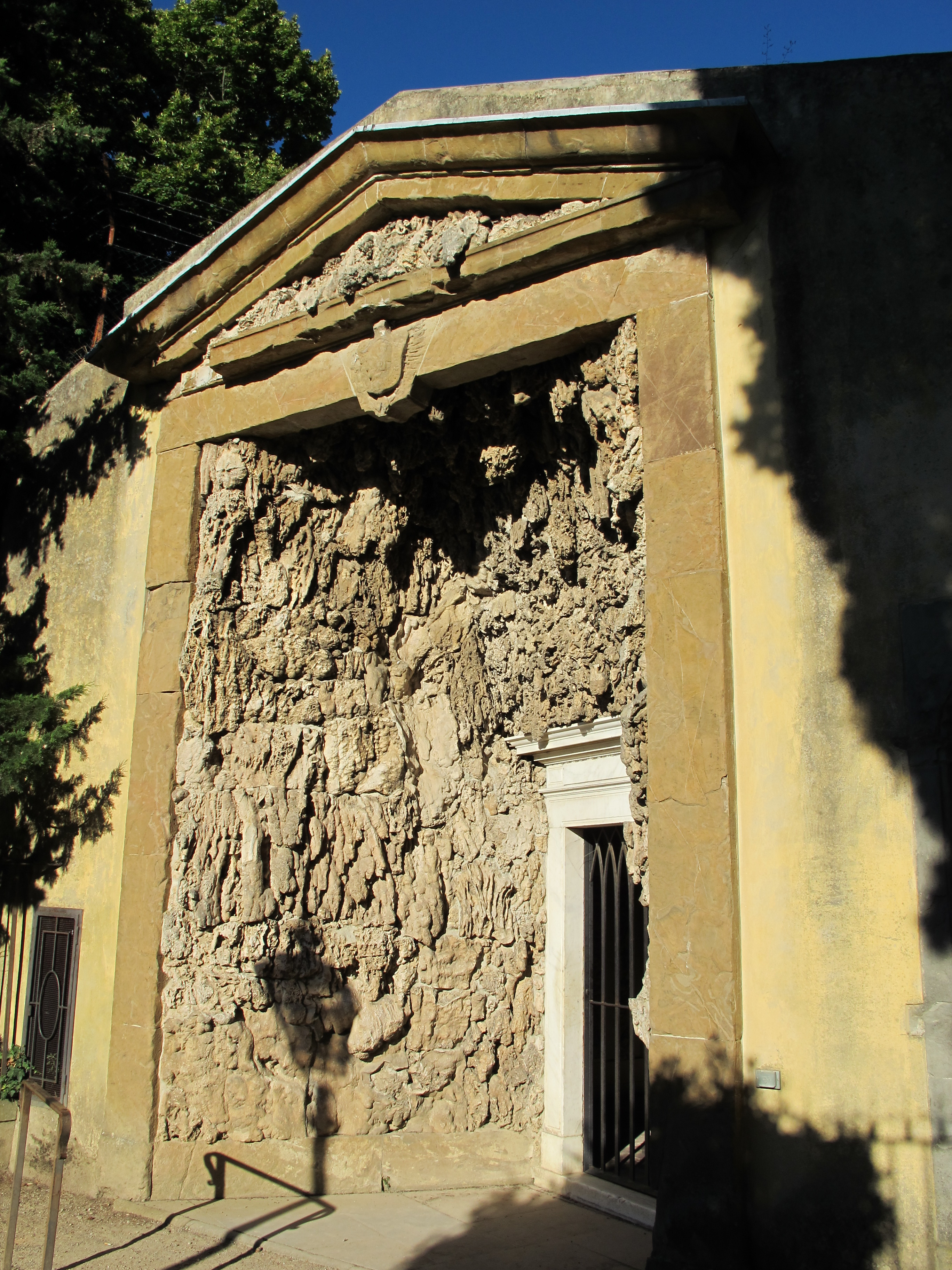
Грот Мадама в Садах Боболи. Вход
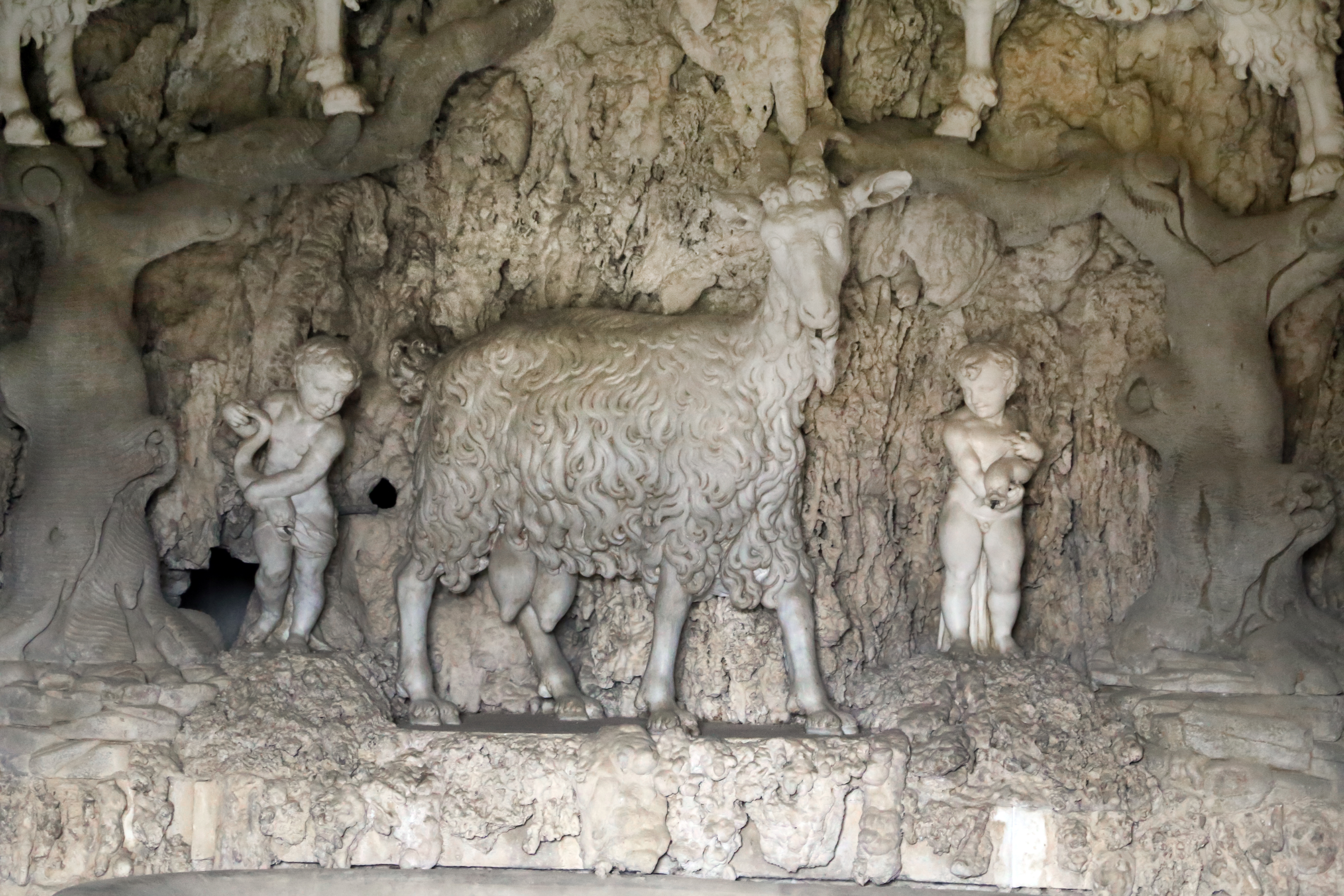
Грот Мадама. Интерьер. Скульптура Б. Бандинелли и Дж. Фанчелли. 1554
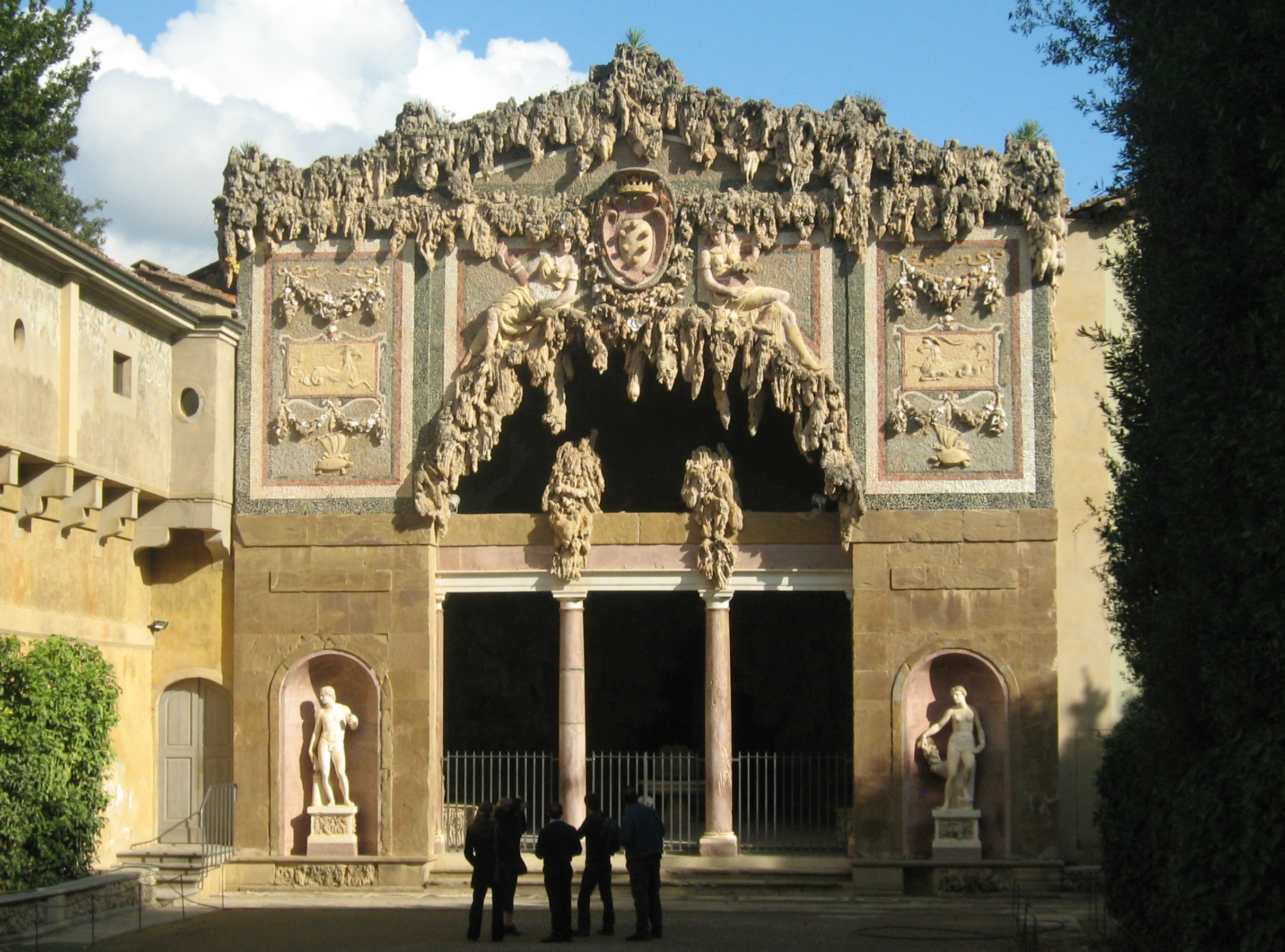
Грот Буонталенти. Фасад. 1583—1593
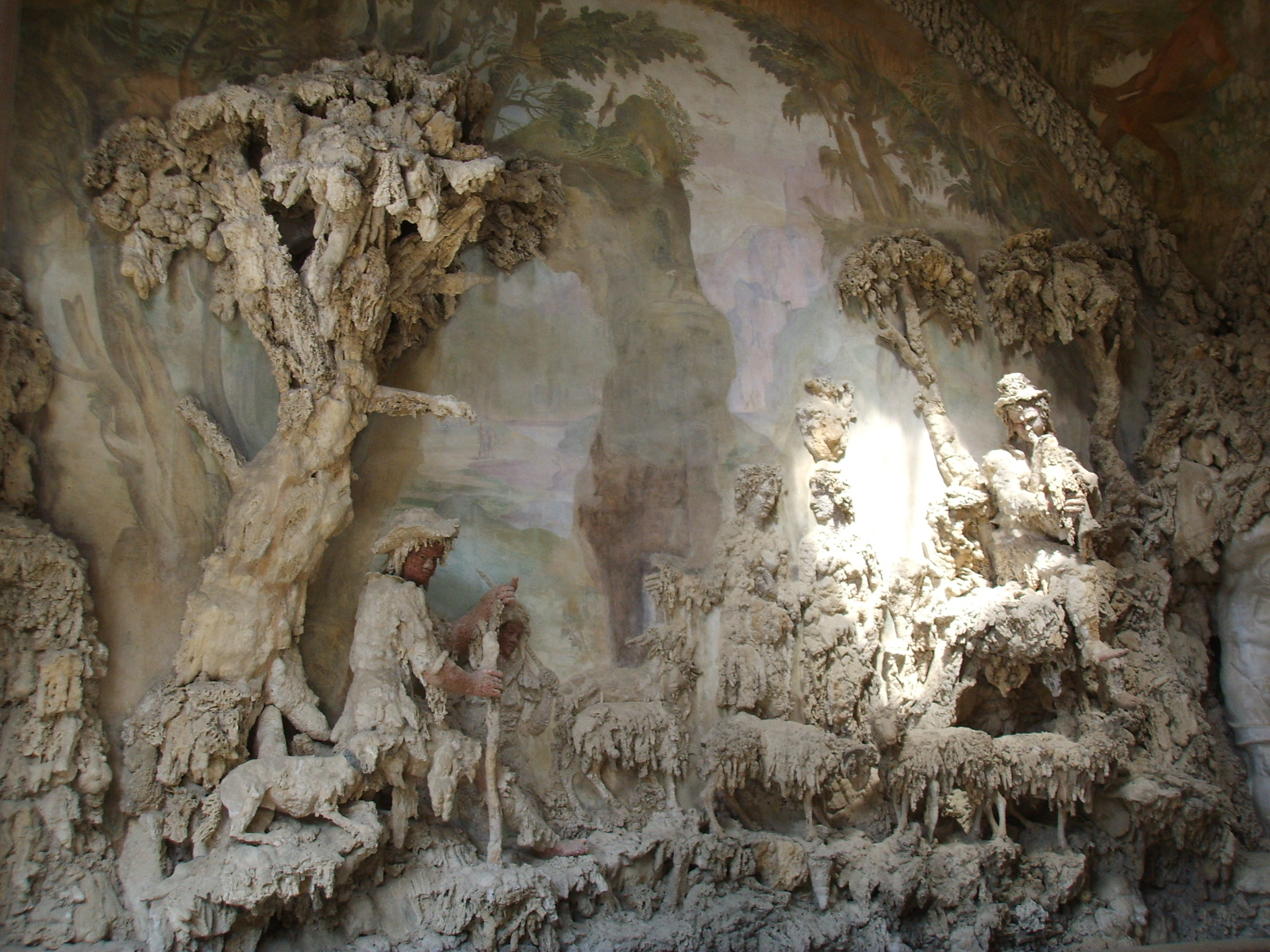
Грот Буонталенти. Первый зал
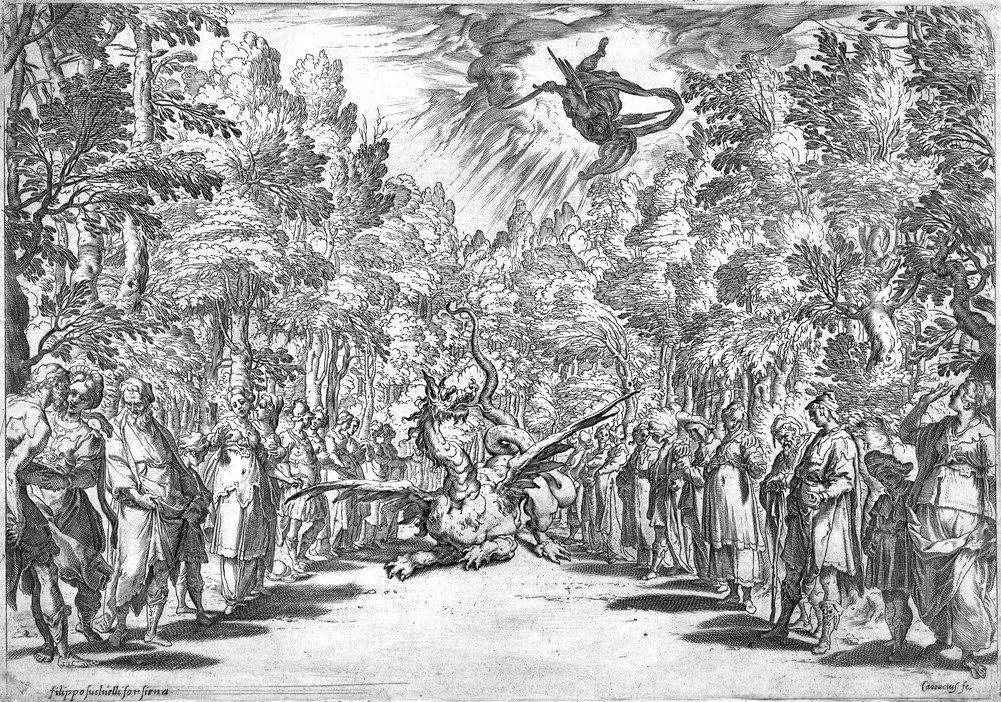
Декорация к интерлюдии «Ла Пеллегрина» к свадьбе Фердинандо I Медичи и Кристины Лотарингской. 1589. Офорт по рисунку Б. Буонталенти